# Phonoscope
Le Phonoscope est le nom de plusieurs dispositifs inventés par Georges Demenÿ pour reproduire le mouvement par l'image.

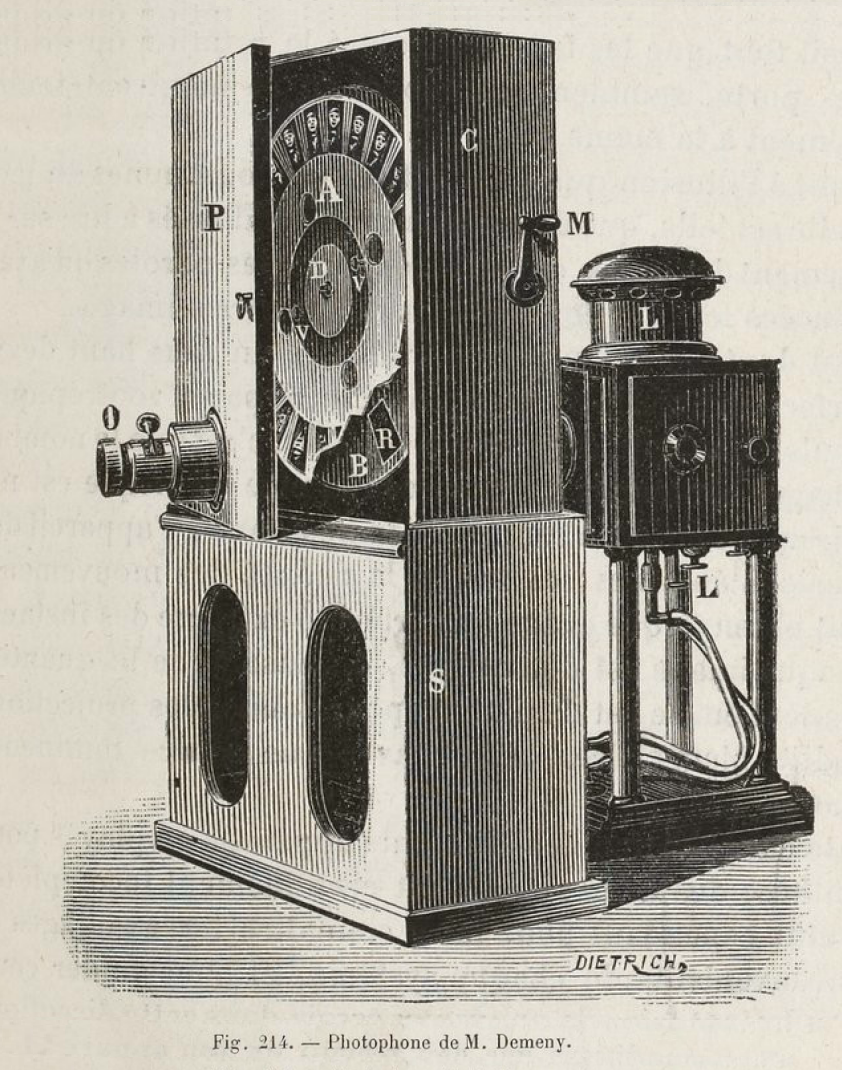
Photophone de Demenÿ

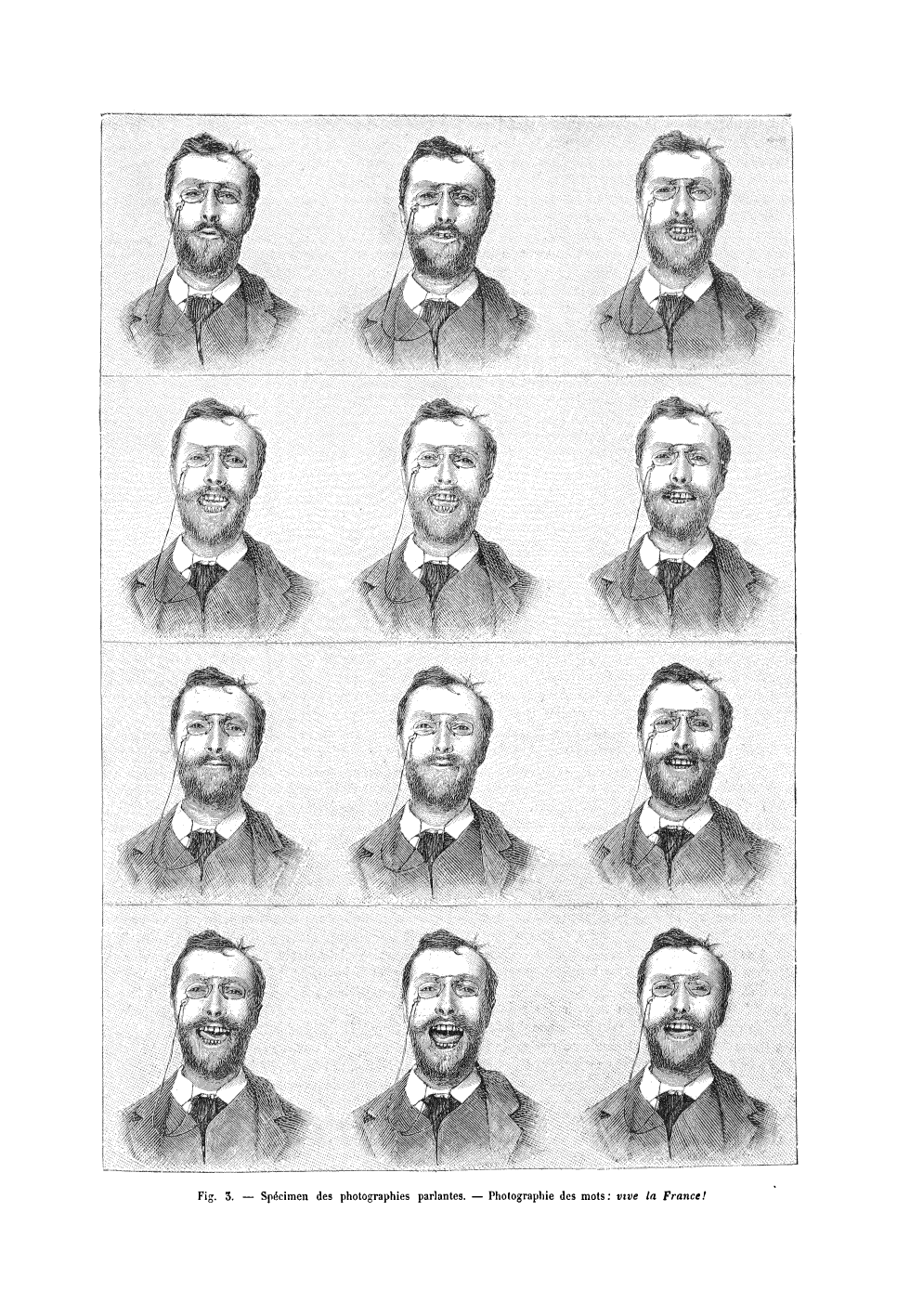
Gravures d'après les photos de « Vive la France ! », in La Nature, 1892.

Animation moderne tirée d'une planche de 20 photogrammes de Demenÿ, en 1891, celui-ci prononçant "Je vous aime".

En 1891, à l'instigation du professeur Marichelle qui lui avait demandé, pour enseigner la lecture labiale, une série d’images montrant un homme en train de parler, Georges Demenÿ se filme en gros plan pour l'Institut national de jeunes sourds de Paris, en prononçant les phrases « Vive la France ! » et « Je vous aime ! » (animation ci-dessous),, une application de la chronophotographie qui fait la une du journal L'illustration du 20 novembre 1891.
L'appareil utilisé pour les prises de vues, le phonoscope à disque, est breveté le 3 mars 1892. Il s'inspire du zoopraxiscope d'Eadweard  Muybridge, mais les dessins sont remplacés par des clichés de chronophotographie, découpés et collés sur un disque en verre rotatif qui permet, grâce à un obturateur, de visionner directement le mouvement sur le disque actionné par une manivelle ou d'effectuer sa projection sur un écran à l'aide d'une forte lanterne oxhydrique Molteni, procédé qui sera amélioré avec le Photophone. Demenÿ procède avec succès à la première présentation publique d'images chronophotographiques animées où il prononce « Je vous aime », lors de l'Exposition internationale de Photographie de Paris de 1892,. 
Ce dispositif est en fin de compte celui des jouets optiques, et limité en conséquence par la durée très courte de la scène (2 à 4 secondes au maximum) et le caractère cyclique du spectacle. Il réalise alors un projecteur à bandes en 1893 pour son employeur Étienne-Jules Marey,.

« Si l'on peut faire parler une photographie au point de lire sur ses lèvres, on pourra aussi animer cette photographie et lui donner tous les jeux de la physionomie. Combien de gens seraient heureux s'ils pouvaient, un instant, revoir les traits vivants d'une personne disparue ! L'avenir remplacera la photographie immobile figée dans son cadre, par le portrait animé auquel on pourra, en un tour de roue, rendre la vie. On conservera l'expression de la physionomie comme on conservera la voix dans le phonographe. On pourra même ajouter ce dernier au phonoscope pour compléter l'illusion. »

Georges Demenÿ, qui est ainsi tenté d'infléchir ses recherches en direction du grand public et du spectacle, donne l'appellation de Biographe à la nouvelle caméra qu'il fabrique et améliore en 1894 (brevet du 27 juillet 1894 additif au brevet du 10 octobre 1893), après son renvoi du laboratoire de Marey pour cause de divergence d'opinions sur la commercialisation de ses inventions, Marey étant un pur scientifique, soucieux seulement d'observer et de décrire les phénomènes rapides afin de les expliquer. Cet appareil enregistre les images sur la pellicule souple de 60 mm de large sans perforations, contrairement aux pellicules de Thomas Edison et de Louis Lumière qui utilisent le format de 35 mm, le premier avec 4 perforations rectangulaires de chaque côté de chacun des photogrammes (le format qui va devenir le standard mondial), le second avec 1 seule perforation ronde de chaque côté des photogrammes. L'avancement intermittent de la pellicule derrière l'objectif est assuré par une came battante. Demenÿ réalise ensuite une centaine de films, dont une dizaine, sur bandes de 15 m, est conservée au Musée des Arts et Métiers.
Face à cette concurrence, la tentative de monter une société pour continuer ses recherches et éventuellement commercialiser ses appareils provoque la faillite de Demenÿ mi-1895. Pour apurer ses dettes, il vend ses brevets, dont celui de sa caméra devenue le "Biographe système Demenÿ", à l'industriel Léon Gaumont, qui rebaptise le phonoscope à disque en Bioscope, et qui fait améliorer cette caméra pour enfin tourner en 1896 les premiers films Gaumont en 60, puis 58 mm, dont La Fée aux choux et "La Biche au bois", en confiant également à Demenÿ la réalisation de nouveaux projecteurs.
Puis, sous l'appellation nouvelle de Chronophone couplé avec un lecteur de cylindres d'enregistrements sonores, Léon Gaumont va en faire de 1902 à 1917 l'instrument de production des phonoscènes imaginées par la première réalisatrice du cinéma, Alice Guy, en s'inspirant des premières représentations publiques de Phono-Cinéma-Théâtre qui avait eu lieu lors de l'exposition universelle de 1900. Les phonoscènes sont enregistrées en play back, la caméra est d'abord mise en mouvement puis le gramophone, chargé cette fois d'un disque en cire, est lancé à son tour ; les chanteurs suivent leur propre voix. À la projection, le synchronisme des deux machines est obtenu par le démarrage simultané du gramophone et de l'appareil de projection. La durée, limitée à 3 ou 4 minutes, ne provoque pas de désynchronisation patente (au-delà de cette durée, la désynchronisation deviendrait de plus en plus visible).
Ce dispositif de son sur disque nous a légué quelque cent quarante phonoscènes qui offrent aujourd'hui la possibilité d'écouter et en même temps de voir des artistes (chanteurs, acteurs) de la fin du XIXe siècle et de la première décennie du XXe siècle interprétant des chansons, des airs d'opéra, des monologues, des sketchs, précieux répertoire sans équivalent dans le monde.